# Цибульківська сільська рада
| Цибульківська сільська рада — колишній орган місцевого самоврядування у Царичанському районі Дніпропетровської області з адміністративним центром у c. Цибульківка. Сільській раді підпорядковані населені пункти: - c. Цибульківка - с. Єгорине - с. Зубківка - с. Катеринівка - с-ще Молодіжне - с. Новоселівка - с. Плавещина - с. Салівка |

## Склад ради
Рада складається з 16 депутатів та голови.

## Керівний склад сільської ради
| ПІБ                         | Основні відомості                                                         | Дата обрання | Дата звільнення |
| --------------------------- | ------------------------------------------------------------------------- | ------------ | --------------- |
| Новицький Сергій Васильович | Сільський голова, 1964 року народження, освіта, член народної партії      | 26.03.2006   | 31.10.2010      |
| Новицький Сергій Васильович | Сільський голова, 1964 року народження, освіта вища, член Партії регіонів | 31.10.2010   |                 |

Примітка: таблиця складена за даними джерела

## Територія
Територія ради розташована на південному сході району, вздовж берегів річки Орелі, і займає площу 69,416 км², з яких під забудовою 1,71 км², ріллі — 25,67281 км², пасовищ — 18,9453 км², ліс — 6,39 км². Населення — 1 633 особи (станом на 2013 рік).

## Історія
Рада створена в 1920-х роках, як Закрівчанська, після закінчення німецько-радянської війни у 1946 році перейменована на Цибульківську.
На території ради розташовані 12 курганів, які є пам'ятками історії, та пам'ятний знак Павлу Усенку.

## Соціальна сфера
На території ради діють:
- дві загальноосвітні школи І-ІІ ступенів акредитації (Цибульківка, Молодіжне);
- дошкільний навчальний заклад «Ягідка» (Молодіжне);
- два фельдшерсько-акушерські пункти (Цибульківка, Катеринівка);
- амбулаторія загальної практики сімейної медицини (Молодіжне);
- два сільських будинки культури (Цибульківка, Молодіжне);
- дві сільські бібліотеки (Цибульківка, Молодіжне)[2].